# Шатуны (роман)
Шатуны — гротескный роман русского писателя Юрия Мамлеева. По словам автора, роман получил такое название из-за того, что шатунами называются медведи, которые не впадают в зимнюю спячку и бродят всю зиму по лесу, как бы в трансе. Как говорит сам автор, медведи символизируют «маргинальное психическое состояние».

## Сюжет
Сюжет романа заключается в истории, казалось бы, немотивированных убийств, совершаемых главным героем «Шатунов» Фёдором Сонновым. Однако Фёдор, совершая эти бессмысленные преступления, преследует определённую цель: познать извечную тайну смерти «эмпирическим» путём. Видимый мир он воспринимает в виде иллюзии. Фёдор неожиданно сталкивается с группой московских интеллектуалов-метафизиков, чьё существование пробуждает у него больший интерес, чем персонажи его будничной жизни. Такое знакомство определяет сюжет романа.
Тема романа «Шатуны» — убийство ради проникновения в тайну души убиваемого и тем самым в потусторонний мир, автор показывает глубину философских поисков в жестокой, часто мучительной прозе, которая при перечитывании иногда ужасает. При этом устремления Мамлеева имеют позитивную основу: погружаясь во тьму, он стремится к проявлению света человеческой души, хочет способствовать её росту.
Первые версии романа «Шатуны» появились в самиздате в 1966 году. Тогда не могло быть и речи об официальной публикации романа в СССР, хотя ничего «политического» там не было, роман не подходил по морально-этическим критериям. Когда впоследствии Юрий Мамлеев представил этот роман в крупное нью-йоркское издательство, ответ был суров: «мир не готов к этой книге». Впервые официально роман был опубликован в Чикаго в 1980 году в сокращённом на треть виде под названием «Небо над адом» (англ. The sky above hell). «Мир не готов читать этот роман. И я не хотел бы жить в мире, который был бы готов читать этот роман», — отозвался нью-йоркский критик на урезанную версию «Шатунов».

## История создания
Как говорит сам Юрий Мамлеев в одном из интервью, в конце 50-х годов он нарабатывал в себе «новый опыт состояния сознания», в котором появлялись живые мистические образы, живые люди, герои будущих «Шатунов». И как позже утверждали исследователи, Мамлеев научился творить человеческий характер из тайников человеческой души. Сам же автор начал активно писать в Москве в начале 60-х годов, тогда в глубоком подполье и были созданы «Шатуны». К этому времени возник самиздат, возникли независимые читатели, возникла сеть неформальных кружков, было сформировано литературное подполье. Как говорит автор: «Целый мир, достаточно разношёрстный, но резко отличающийся от официального мира культуры. В том числе и от официально диссидентского мира».

## Герои
Кто же главные герои Мамлеева? Это не подростки, не дети, не матери. Они не имеют ни возрастных, ни семейных особенностей. У них нет четко выраженных социальных черт, поскольку за фальшивками навешенных автором штампов просматриваются образы, литературно идентичные друг другу. Поэтому герои Мамлеева — это и не студенты, не инженеры и не политики. Вся их культурная деятельность связана с похоронами, кладбищами, свалками, серыми и невзрачными помещениями. Наиболее ярки на этом фоне бомжи, покойники, мертвяки и трупы.
Герои «Шатунов» непредсказуемы и чудовищны в своих поступках, они представляются совершенными монстрами. Большинство героев романа объяты всепоглощающей тьмой, хотя и не являются воплощениями зла, греха и преисподней. По мнению автора герои романа пересекли запретную зону, вышли за границы метафизически возможного. Критики, журналисты считают героев романа монстрами насилия, секса и безумия. Юрий Мамлеев сказал, что герои «Шатунов» «имеют в анамнезе человека из подполья Достоевского с его стремлением к запредельному». Многие персонажи Мамлеева — это метафизические бродяги, стремящиеся выйти за пределы того, что дано человеческому разуму. Эти герои не монстры, они как бы обретают оболочку монстров, когда прорываются в область запредельных сфер. А вторжение туда означает для человека опасность сумасшествия или какой-либо другой трансформации.
Герои романа условно делятся на две категории: категория «простых людей», живущих в постоянном бреду, которые не в состоянии чётко сформулировать свою внутреннюю веру, и категория «интеллигенции» — это метафизические гости из Москвы, которые также ведут абсурдный способ жизни, но постоянно концептуализируют и обсуждают свой бред и абсурд, отстаивают свои ценности как религиозную необходимость.

## Художественные особенности
Практически все сочинения Мамлеева перенасыщены цитатами, погружены в широкий культурно-художественный контекст. В его произведениях обнаруживаются следы разновековых литературных традиций. По мнению критиков, «Шатуны» во многом заимствовали традиции русского идеологического романа, особенно много взято из творчества Достоевского. В романе происходят дискуссии и споры о фундаментальных вопросах, которые часто ведутся в пивных или на трупах. Создаётся впечатление, что все персонажи одержимы идеей, которую они стремятся реализовать или хотя бы проверить. Хотя, с другой стороны, некоторые критики считают, что любые сравнения Мамлеева с Достоевским лишены литературоведческого этикета и что такие сравнения являются спекулятивными. В своих работах Мамлеев обращается к русской литературной традиции. В поведении героев автор пытается выразить то, что у Достоевского называется «фантастическим» реализмом, активно используя идеи и художественные средства накопленные в русской литературе, имея дело с состояниями сознания, которые существуют в русском менталитете.
Литературные приёмы Мамлеева схожи с магическим реализмом латиноамериканской литературы XX века с объединением реального и волшебного, обыденного и фантастического. Но Мамлеев использовал не мифический жанр, а жанр обычной прозы, а в реалии этой прозы в которую поместил нечто метафорическое, метафизическое, символическое. В итоге получился некий синтез неклассических литературных систем.
Все действия романа происходят в нелепом и неадекватном мире, где слабоумие и безумие рассматриваются как знак причастности к её пределам. Весь мир задуман как царство смерти. В этом мире и происходит столкновение «народного мракобесия» и «интеллектуальной мистики».
Герои Мамлеева, захваченные «другой реальностью», по мнению критиков являются симулякрами, «образами отсутствующей действительности». Вопреки практике постмодернизма Мамлеев уделяет внимание не самим мироощущениям героев, а их восприятию «средним человеком» традиционных утопий и религиозных мифов.

Философско-художественная антропология Мамлеева является синтезом концепций русской религиозной философии, «русской идеи», в особенности теорий Н. А. Бердяева, индийской метафизики, Адвайте-веданты, догматического христианского учения об обожении человека, ницшеанского самообожения, элементов философии Хайдеггера об обретении человеком самого себя. И, разумеется, убеждения Достоевского о необходимости для человека, всегда имеющего «искру божью» в душе своей, обрести прочную внутреннюю связь с Богом и Сыном Его.— Роза Семыкина, «Метафизическая антропология Юрия Мамлеева»

## Тематика и философский подтекст
Большинство литературных критиков считают, что образы, слова и тем более сюжет не важны в «Шатунах», в романе важен философский подтекст. В романе поднимаются различные философские, метафизические вопросы, проблемы религии, веры и смерти, понятия абсолюта и самого себя. Метафизические вопросы романа можно увидеть в идеях Глубева как приверженца «религии Я», и в видении этой религии в глазах его последователей, например в Геннадии Рёмине. Объектом поклонения в «религии Я» являются любовь и вера в самого себя. Некая мистическая бесконечная любовь к себе имеет в романе огромное значение, одним из основных принципов которого является сверхчеловеческий нарциссизм.
Я хочу быть Творцом самого себя, а не сотворённым; если Творец есть, то я хочу уничтожить эту зависимость, а не тупо выть по этому поводу от восторга.
Все остальные персонажи по-разному хотят выразить патологическое желание закрепить себя в вечности и считать себя в ауре Абсолюта. Из этого следует солипсистское отношение ко всему и полное отрицание всего, что не является само собой. Эта идея повлияла на создание особого мира романа.
Мальчик Петя имеет крайне недоверчивое отношение к внешнему миру, он не может принять ничего из внешнего мира, что доводит его до экзистенциального самоубийства. Таким образом он кормит себя собственной кровью, желая поглотить себя, доводит себя до смерти. Смерть и убийство в метафизическом плане являются переходом в иную сущность.
В философском плане, метафизика Мамлеева может быть квалифицирована как мистика наоборот. Мистические поиски, в том числе и вечной жизни заменяется поиском духовной смерти. Таким образом, независимо от мамлеевских оригинальных намерений, мы можем увидеть в его работах выразительное эгоистическое сознание, которое желает достигнуть крайних пределов.

## Отзывы и критика
Интерес к творчеству Юрия Мамлеева в 1990-х годах демонстрирует Олег Дарк в цикле обзорных статей, посвящённых так называемой «новой прозе». В 2000 году критик посвящает Мамлееву статью, где описывает «Шатунов» как «малохудожественную, неряшливо написанную» прозу, с «преувеличенными характерами» героев и «надуманное повествование», и считает всё это явлением вчерашнего дня. Критик утверждает, что «Сейчас Мамлеев неинтересен, потому что кажется уже устаревшим, хорошо усвоенным и переваренным в произведениях его молодых и более талантливых наследников, имеющих тоже дело с разного рода демонической нечистью, но лучше управляющихся с фразой и сюжетом».
Согласитесь, что роман Мамлеева «Шатуны», наполненный бесконечно однообразным насилием, читать (это надо ещё решить) то ли скучно, то ли почти смешно. Всё равно же Вл. Сорокин, В. Пелевин или И. Яркевич и виртуознее, и изобретательнее.Олег Дарк
Если быть внимательным, — то мы обнаружим здесь некоторые обертоны, которые резко и наотмашь отличают мамлеевский текст от ставшей привычной «чернухи». У Мамлеева за видимым мракобесием явно проступает какая-то нагрузка, какой-то невероятно важный смысл, какая-то жуткая истинность.Александр Дугин
Американский литературный критик Феникс Хортан, статья которого вызвана публикацией Александра Дугина, относит творчество Мамлеева к массовой литературе, а его известность связывает с духом современного издательского бизнеса: «беспардонный маральщик бумаги, лишённый чувства прекрасного».
В телепередаче «Школа злословия» Юрий Мамлеев говорил, что его знакомый поэт Игорь Холин сказал: "Я буду уверен, что советская власть пала тогда, когда напечатают Солженицына и «Шатунов».

## Издания
Первые версии романа «Шатуны» появились в самиздате в 1966 году. Тогда не могло быть и речи об официальной публикации романа в СССР, хотя ничего «политического» там не было, роман не подходил по морально-этическим критериям. Когда впоследствии Юрий Мамлеев представил этот роман в крупное нью-йоркское издательство, ответ был суров: «мир не готов к этой книге». Всё же «Шатуны» были опубликованы в другом американском издательстве, но в сокращённом на треть виде. Впервые официально роман был опубликован в Чикаго в 1980 году в сокращённом на треть виде под названием «Небо над адом» (англ. The sky above hell), текст перевёл на английский язык Х. В. Тьялсма. «Мир не готов читать этот роман. И я не хотел бы жить в мире, который был бы готов читать этот роман», — отзывался нью-йоркский критик на урезанную версию «Шатунов». С этого начались публикации романа уже в Европе в полном виде и, естественно, в переводах на европейские языки. Первое издание романа на французском языке произошло в 1986 году, перевела роман Анн Колдефи. Затем роман был опубликован на различных языках во Франции, Чехии, Нидерландах, Германии, Австралии, Италии, Польше, Венгрии.
- Юрий Мамлеев. Небо над адом = The sky above hell. — Нью-Йорк, 1980.
- Юрий Мамлеев. Chatouny. — Париж: Traduction de Pierre Grazimis et Anne Coldefy-Foucard, 1986. — ISBN 978-2-8426-107-5.
- Юрий Мамлеев. Шатуны : роман. — Париж ; Нью-Йорк: Третья волна (издательство), 1988. — 159 с.

В России
- Юрий Мамлеев. Шатуны. — М.: АСТ, 2008. — 256 с. — ISBN 978-5-94663-507-3, 978-5-17-050348-3, 978-5-9762-6217-1.
- Юрий Мамлеев. Шатуны. — М.: Зебра Е, АСТ, Хранитель, 2008. — 268 с. — ISBN 978-5-17-050349-0.
- Юрий Мамлеев. Шатуны. — М.: Ad Marginem, 2003. — 268 с. — ISBN 5-93321-054-4.
- Юрий Мамлеев. Шатуны (роман) // Другой. — М.: Эксмо, 2006. — С. 6—280. — 672 с. — ISBN 5-699-15792-1.
- Юрий Мамлеев. Шатуны: Роман. — М.: ТЕРРА, 1996. — 232 с. — ISBN 5-300-00016-7